# Alicia de la Roche
Alicia de la Roche, señora de Beirut, regente de Beirut (muerta en 1282) fue la esposa de Juan II de Ibelín, señor de Beirut, en el Reino de Jerusalén. Fue la hija de Guido I, señor de Atenas. Alicia es denominada a veces como Alicia de Atenas. Alicia fue regente de Beirut de su hija la reina Isabel de Chipre, durante la ausencia de esta última en Chipre.

## Familia
Alicia nació en una fecha desconocida. Fue una de los seis hijos del Guido I de la Roche, señor de Atenas (1205-1263), y su esposa, que fue la hija de Hugo de Briel, señor de Karitena con una mujer no identificada de la noble Casa de Villehardouin. Su abuelo paterno fue Otón de la Roche, señor de Atenas. Su padre Guido fue designado duque de Atenas en 1260 por el rey Luis IX de Francia.

## Matrimonio y descendencia
En 1249/1250, Alicia se casó con Juan II de Ibelín, señor de Beirut, el hijo de Balián de Ibelín, señor de Beirut y Eschiva de Montfaucon de Montbéliard. Fue el nieto de Juan de Ibelín, el Viejo Señor de Beirut y Melisenda de Arsuf. En 1260, dirigió un masivo ataque al lado de los Caballeros Templarios en Galilea. Juan y los templarios fueron derrotados cerca de Tiberíades por los turcomanos. Juan fue hecho prisionero y posteriormente rescatado.
Juan y Alicia tuvieron dos hijas:
- Isabel de Ibelín, señora de Beirut, reina de Chipre (1252 - 1282/noviembre de 1283), se casó primero con el rey Hugo II de Chipre, segundo con Haimón Lestrange, y tercero con Guillermo Barlais. Los tres matrimonios tuvieron hijos.
- Eschiva de Ibelín, señora de Beirut (1253-1312), casada primero en 1274 con Hunfredo de Montfort, señor de Tiro, con quien tuvo cuatro hijos, entre ellos Rubén de Montfort. Se casó luego en 1291 con Guido de Lusignan, condestable de Chipre, con el que tuvo dos hijos, el rey Hugo IV de Chipre, e Isabel de Lusignan. A la muerte de su hermana Isabel, que murió sin descendencia, Eschiva heredó el Señorío de Beirut. Reclamó sin éxito el ducado de Atenas por derecho de su madre.[2]

Durante la ausencia de su hija Isabel en Chipre, desde 1274 hasta 1277, Alicia fue regente de Beirut.

## Legado
Alicia murió en 1282. Su esposo Juan había muerto en 1264. Sus numerosos descendientes incluyeron Ana de Lusignan, el rey Carlos VIII de Francia, Ana de Francia y María I de Escocia.
En 1308, su sobrino Guido II, duque de Atenas murió sin herederos. La hija de Alicia Esquiva reclamó el ducado, pero perdió frente a Gualterio V de Brienne, el hijo de Isabel, la hermana de Alicia.